# Linaria ruthenica
Linaria ruthenica là một loài thực vật có hoa trong họ Mã đề. Loài này được Blonski mô tả khoa học đầu tiên.